# Reichenbachia atlantica
Reichenbachia atlantica är en skalbaggsart som först beskrevs av Brendel 1866.  Reichenbachia atlantica ingår i släktet Reichenbachia och familjen kortvingar. Inga underarter finns listade i Catalogue of Life.